# Lijst van afleveringen van The Dick Van Dyke Show
Dit is een lijst met afleveringen van de Amerikaanse televisieserie The Dick Van Dyke Show. De serie telt 5 seizoenen. Een overzicht van alle afleveringen is hieronder te vinden.

## Seizoen 1
| Nr. | Titel aflevering                           | Uitzenddatum VS  |
| --- | ------------------------------------------ | ---------------- |
| 1   | The Sick Boy and the Sitter                | 3 oktober 1961   |
| 2   | My Blonde-Haired Brunette                  | 10 oktober 1961  |
| 3   | Sally and the Lab Technician               | 17 oktober 1961  |
| 4   | Washington vs. the Bunny                   | 24 oktober 1961  |
| 5   | Oh, How We Met on the Night That We Danced | 31 oktober 1961  |
| 6   | Harrison B. Harding of Camp Crowder, Mo.   | 6 november 1961  |
| 7   | Jealousy!                                  | 7 november 1961  |
| 8   | To Tell or Not to Tell                     | 14 november 1961 |
| 9   | The Unwelcome Houseguest                   | 21 november 1961 |
| 10  | The Meershatz Pipe                         | 28 november 1961 |
| 11  | Forty-Four Tickets                         | 5 december 1961  |
| 12  | Empress Carlotta's Necklace                | 12 december 1961 |
| 13  | Sally Is a Girl                            | 19 december 1961 |
| 14  | Buddy, Can You Spare a Job?                | 26 december 1961 |
| 15  | Where Did I Come From?                     | 3 januari 1962   |
| 16  | The Curious Thing About Women              | 10 januari 1962  |
| 17  | Punch thy Neighbor                         | 17 januari 1962  |
| 18  | Who Owes Who What?                         | 24 januari 1962  |
| 19  | The Talented Neighborhood                  | 31 januari 1962  |
| 20  | A Word a Day                               | 7 februari 1962  |
| 21  | The Boarder Incident                       | 14 februari 1962 |
| 22  | Father of the Week                         | 21 februari 1962 |
| 23  | The Twizzle                                | 28 februari 1962 |
| 24  | One Angry Man                              | 7 maart 1962     |
| 25  | Where You Been, Fassbinder?                | 14 maart 1962    |
| 26  | I Am My Brother's Keeper                   | 21 maart 1962    |
| 27  | The Sleeping Brother                       | 28 maart 1962    |
| 28  | The Bad Old Days                           | 4 april 1962     |
| 29  | Sol and the Sponsor                        | 11 april 1962    |
| 30  | The Return of Happy Spangler               | 18 april 1962    |

## Seizoen 2
| Nr. | Titel aflevering                   | Uitzenddatum VS   |
| --- | ---------------------------------- | ----------------- |
| 1   | Never Name a Duck                  | 26 september 1962 |
| 2   | The Two Faces of Rob               | 3 oktober 1962    |
| 3   | The Attempted Marriage             | 10 oktober 1962   |
| 4   | Bank Book 6565696                  | 17 oktober 1962   |
| 5   | Hustling the Hustler               | 24 oktober 1962   |
| 6   | My Husband Is Not a Drunk          | 31 oktober 1962   |
| 7   | What's in a Middle Name?           | 7 november 1962   |
| 8   | Like a Sister                      | 14 november 1962  |
| 9   | The Night the Roof Fell In         | 21 november 1962  |
| 10  | The Secret Life of Buddy and Sally | 28 november 1962  |
| 11  | A Bird in the Head Hurts           | 5 december 1962   |
| 12  | Gesundheit, Darling                | 12 december 1962  |
| 13  | A Man's Teeth Are Not His Own      | 19 december 1962  |
| 14  | Somebody Has to Play Cleopatra     | 26 december 1962  |
| 15  | The Cat Burglar                    | 2 januari 1963    |
| 16  | The Foul Weather Girl              | 9 januari 1963    |
| 17  | Will You Two Be My Wife?           | 16 januari 1963   |
| 18  | Ray Murdock's X-Ray                | 23 januari 1963   |
| 19  | I Was a Teenage Head Writer        | 30 januari 1963   |
| 20  | It May Look Like a Walnut!         | 6 februari 1963   |
| 21  | My Husband Is a Check-Grabber      | 13 februari 1963  |
| 22  | Don't Trip over That Mountain      | 20 februari 1963  |
| 23  | Give Me Your Walls!                | 27 februari 1963  |
| 24  | The Sam Pomerantz Scandals         | 6 maart 1963      |
| 25  | The Square Triangle                | 20 maart 1963     |
| 26  | I'm No Henry Walden                | 27 maart 1963     |
| 27  | Racy Tracy Ratigan                 | 3 april 1963      |
| 28  | Divorce                            | 10 april 1963     |
| 29  | It's a Shame She Married Me        | 17 april 1963     |
| 30  | A Surprise Surprise Is a Surprise  | 24 april 1963     |
| 31  | Jilting the Jilter                 | 1 mei 1963        |
| 32  | When a Bowling Pin Talks, Listen   | 8 mei 1963        |

## Seizoen 3
| Nr. | Titel aflevering                                                                    | Uitzenddatum VS   |
| --- | ----------------------------------------------------------------------------------- | ----------------- |
| 1   | That's My Boy                                                                       | 25 september 1963 |
| 2   | The Masterpiece                                                                     | 2 oktober 1963    |
| 3   | Laura's Little Lie                                                                  | 9 oktober 1963    |
| 4   | Very Old Shoes, Very Old Rice                                                       | 16 oktober 1963   |
| 5   | All About Eavesdropping                                                             | 23 oktober 1963   |
| 6   | Too Many Stars                                                                      | 30 oktober 1963   |
| 7   | Who and Where Was Antonio Stradivarius?                                             | 6 november 1963   |
| 8   | Uncle George                                                                        | 13 november 1963  |
| 9   | Big Max Calvada                                                                     | 20 november 1963  |
| 10  | The Ballad of Betty Lou                                                             | 27 november 1963  |
| 11  | Turtles, Ties, and Toreadors                                                        | 4 december 1963   |
| 12  | The Sound of the Trumpets of Conscience Falls Deafly on a Brain That Holds Its Ears | 11 december 1963  |
| 13  | The Alan Brady Show Presents                                                        | 18 december 1963  |
| 14  | The Third One from the Left                                                         | 1 januari 1964    |
| 15  | My Husband Is the Best One                                                          | 8 januari 1964    |
| 16  | The Lady and the Tiger and the Lawyer                                               | 15 januari 1964   |
| 17  | The Life and Love of Joe Coogan                                                     | 22 januari 1964   |
| 18  | A Nice Friendly Game of Cards                                                       | 29 januari 1964   |
| 19  | Happy Birthday and Too Many More                                                    | 5 februari 1964   |
| 20  | The Brave and the Backache                                                          | 12 februari 1964  |
| 21  | The Pen Is Mightier Than the Mouth                                                  | 19 februari 1964  |
| 22  | My Part-Time Wife                                                                   | 26 februari 1964  |
| 23  | Honeymoons Are for the Lucky                                                        | 4 maart 1964      |
| 24  | How to Spank a Star                                                                 | 11 maart 1964     |
| 25  | The Plots Thicken                                                                   | 18 maart 1964     |
| 26  | Scratch My Car and Die                                                              | 25 maart 1964     |
| 27  | The Return of Edwin Carp                                                            | 1 april 1964      |
| 28  | October Eve                                                                         | 8 april 1964      |
| 29  | Dear Mrs. Petrie, Your Husband Is in Jail                                           | 15 april 1964     |
| 30  | My Neighbor's Husband's Other Life                                                  | 22 april 1964     |
| 31  | I'd Rather Be Bald Than Have No Head at All                                         | 29 april 1964     |
| 32  | Teacher's Petrie                                                                    | 13 mei 1964       |

## Seizoen 4
| Nr. | Titel aflevering                         | Uitzenddatum VS   |
| --- | ---------------------------------------- | ----------------- |
| 1   | My Mother Can Beat Up My Father          | 23 september 1964 |
| 2   | The Ghost of A. Chantz                   | 30 september 1964 |
| 3   | The Lady and the Babysitter              | 7 oktober 1964    |
| 4   | A Vigilante Ripped My Sports Coat        | 14 oktober 1964   |
| 5   | The Man from Emperor                     | onbekend          |
| 6   | Romance, Roses, and Rye Bread            | 28 oktober 1964   |
| 7   | 4 1/2                                    | 4 november 1964   |
| 8   | The Alan Brady Show Goes to Jail         | 11 november 1964  |
| 9   | Three Letters from One Wife              | 18 november 1964  |
| 10  | Pink Pills and Purple Parents            | 25 november 1964  |
| 11  | It Wouldn't Hurt Them to Give Us a Raise | 2 december 1964   |
| 12  | The Death of the Party                   | 9 december 1964   |
| 13  | My Two Show-Offs and Me                  | 16 december 1964  |
| 14  | Stretch Petrie vs. Kid Schenk            | 30 december 1964  |
| 15  | Brother, Can You Spare $2500?            | 6 januari 1965    |
| 16  | The Impractical Joke                     | 13 januari 1965   |
| 17  | Stacey Petrie: Part 1                    | 20 januari 1965   |
| 18  | Stacey Petrie: Part 2                    | 27 januari 1965   |
| 19  | Boy Number One Versus Boy Number Two     | 3 februari 1965   |
| 20  | The Redcoats Are Coming                  | 10 februari 1965  |
| 21  | The Case of the Pillow                   | 17 februari 1965  |
| 22  | Young Man with a Shoehorn                | 24 februari 1965  |
| 23  | Girls Will Be Boys                       | 3 maart 1965      |
| 24  | Bupkis                                   | 10 maart 1965     |
| 25  | Your Home Sweet Home Is My Home          | 17 maart 1965     |
| 26  | Anthony Stone                            | 24 maart 1965     |
| 27  | Never Bathe on Saturday                  | 31 maart 1965     |
| 28  | A Show of Hands                          | 14 april 1965     |
| 29  | Baby Fat                                 | 21 april 1965     |
| 30  | 100 Terrible Hours                       | 5 mei 1965        |
| 31  | Br-room, Br-room                         | 12 mei 1965       |
| 32  | There's No Sale like Wholesale           | 26 mei 1965       |

## Seizoen 5
| Nr. | Titel aflevering                      | Uitzenddatum VS   |
| --- | ------------------------------------- | ----------------- |
| 1   | Coast-to-Coast Big Mouth              | 15 september 1965 |
| 2   | A Farewell to Writing                 | 22 september 1965 |
| 3   | Uhny Uftz                             | 29 september 1965 |
| 4   | The Ugliest Dog in the World          | 6 oktober 1965    |
| 5   | No Rice at My Wedding                 | 13 oktober 1965   |
| 6   | Draw Me a Pear                        | 20 oktober 1965   |
| 7   | The Great Petrie Fortune              | 27 oktober 1965   |
| 8   | Odd but True                          | 3 november 1965   |
| 9   | Viva Petrie                           | 10 november 1965  |
| 10  | Go Tell the Birds and the Bees        | 17 november 1965  |
| 11  | Body and Sol                          | 24 november 1965  |
| 12  | See Rob Write, Write Rob, Write       | 8 december 1965   |
| 13  | You're Under Arrest                   | 15 december 1965  |
| 14  | Fifty-Two Forty-Five or Work          | 29 december 1965  |
| 15  | Who Stole My Watch?                   | 5 januari 1966    |
| 16  | I Do Not Choose to Run                | 19 januari 1966   |
| 17  | The Making of a Councilman            | 26 januari 1966   |
| 18  | The Curse of the Petrie People        | 2 februari 1966   |
| 19  | The Bottom of Mel Cooley's Heart      | 8 februari 1966   |
| 20  | Remember the Alimony                  | 16 februari 1966  |
| 21  | Dear Sally Rogers                     | 23 februari 1966  |
| 22  | Buddy Sorrell - Man and Boy           | 2 maart 1966      |
| 23  | Bad Reception in Albany               | 9 maart 1966      |
| 24  | Long Night's Journey into Day         | 16 maart 1966     |
| 25  | Talk to the Snail                     | 23 maart 1966     |
| 26  | A Day in the Life of Alan Brady       | 6 april 1966      |
| 27  | Obnoxious, Offensive, Egomaniac, Etc. | 13 april 1966     |
| 28  | The Man from My Uncle                 | 20 april 1966     |
| 29  | You Ought to Be in Pictures           | 27 april 1966     |
| 30  | Love Thy Other Neighbor               | 4 mei 1966        |
| 31  | The Gunslinger                        | 25 mei 1966       |
| 32  | The Last Chapter                      | 1 juni 1966       |